# Parens patriae
Parens patriae (lat. « parent de la patrie ») est un principe de droit utilisé spécialement dans les pays de common law. Il se réfère à la possibilité qu'a l'État d'intervenir contre un parent abusif ou négligent, ou un tuteur, et d'agir en tant que parent d'un enfant ou d'une personne qui a besoin de protection. Par exemple, certains enfants, des personnes invalides ou des personnes handicapées n'ayant pas de parents qui sont capables ou désireux de leur donner des soins adéquats, nécessitent une intervention de l'État.

## Historique
Parens patriae concerne une notion initialement invoquée par le Banc du Roi au XVIe siècle en cas d'adultes non compos mentis (en) (lat. « ne pas avoir de contrôle sur l'esprit ou l'intellect »). La notion remonte au moins à 1608, tel qu'il est inscrit dans le rapport par Edward Coke de l'affaire Calvin, où il est dit « que le droit moral, honora patrem... sans doute s'étend à celui qui est pater patriæ ».
La doctrine parens patriae a été progressivement appliquée aux enfants tout au long des XVIIe et XVIIIe siècles, et a depuis évolué d'un octroi de droits absolus au souverain à celle des droits et obligations de l’État et des tribunaux envers les enfants et les adultes incapables,.
Dans la plupart des pays de common law, cela apparaît dans le principe qui fait de la protection de l'intérêt supérieur de l'enfant la première et unique préoccupation la plus importante des tribunaux. Par exemple, dans une procédure concernant la validité d'un mariage, les enfants ne seront pas parties prenantes de leur propre chef, et qu'ils ne seront pas parties prenantes à tout accord que les époux pourront faire. Dans ces procédures, les tribunaux seront souvent invités à accepter et à respecter tout accord entre le mari et la femme en matière de droits de garde et de visite (en) de leurs enfants. Ce sera généralement fait tant que l'accord est considéré comme étant dans les meilleurs intérêts et le bien-être des enfants. Les tribunaux ne sont pas obligés d'invoquer la doctrine parens patriae dans les cas impliquant des enfants, et tous les tribunaux, en particulier les tribunaux les plus récents, comme le tribunal australien de la famille (1975), n'ont pas de compétence parens patriae spécifique.
Aux États-Unis, l'invocation de la doctrine parens patriae est contraint par la doctrine constitutionnelle de la liberté parentale. Cela a pour effet de limiter les violations des droits civils causés par des interférences injustifiées du gouvernement avec des mineurs.